# Казахдикан
Казахдикан (каз. Қазақдиқан) — село в Меркенском районе Жамбылской области Казахстана. Входит в состав Актоганского сельского округа. Находится примерно в 5 км к северо-западу от районного центра, села Мерке. Код КАТО — 315432500.

## Население
В 1999 году население села составляло 303 человека (163 мужчины и 140 женщин). По данным переписи 2009 года, в селе проживало 507 человек (265 мужчин и 242 женщины).